# Ilha de Orangozinho
Ilha de Orangozinho är en ö i Guinea-Bissau. Den ligger i den sydvästra delen av landet, 90 km söder om huvudstaden Bissau. Arean är 107 kvadratkilometer.
Terrängen på Ilha de Orangozinho är mycket platt. Öns högsta punkt är 28 meter över havet. Den sträcker sig 17,5 kilometer i nord-sydlig riktning, och 12,4 kilometer i öst-västlig riktning.